# Sự đoan trang

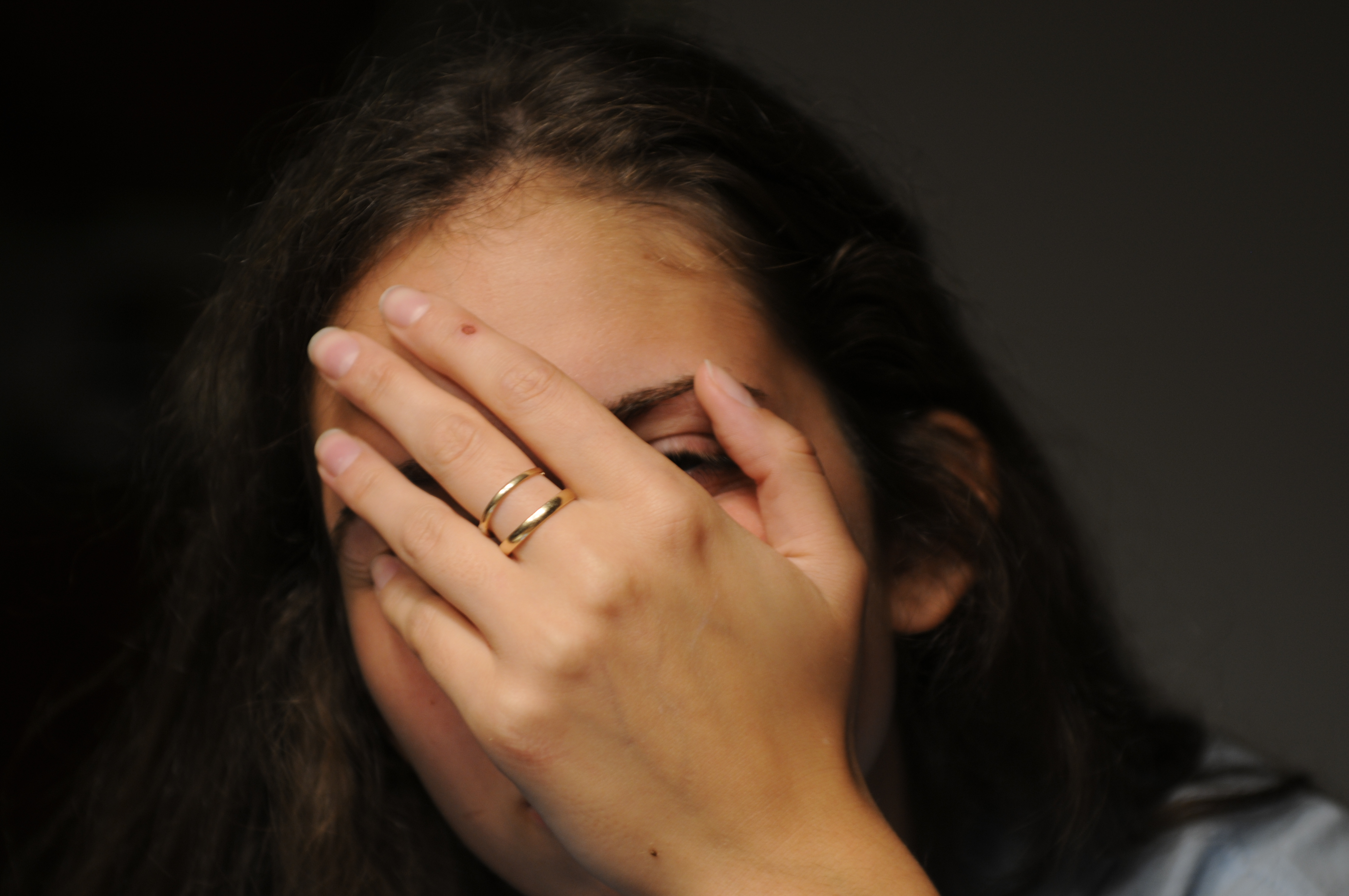
Một bạn nữ che mặt khi cười là biểu hiện của sự đoan trang, chừng mực

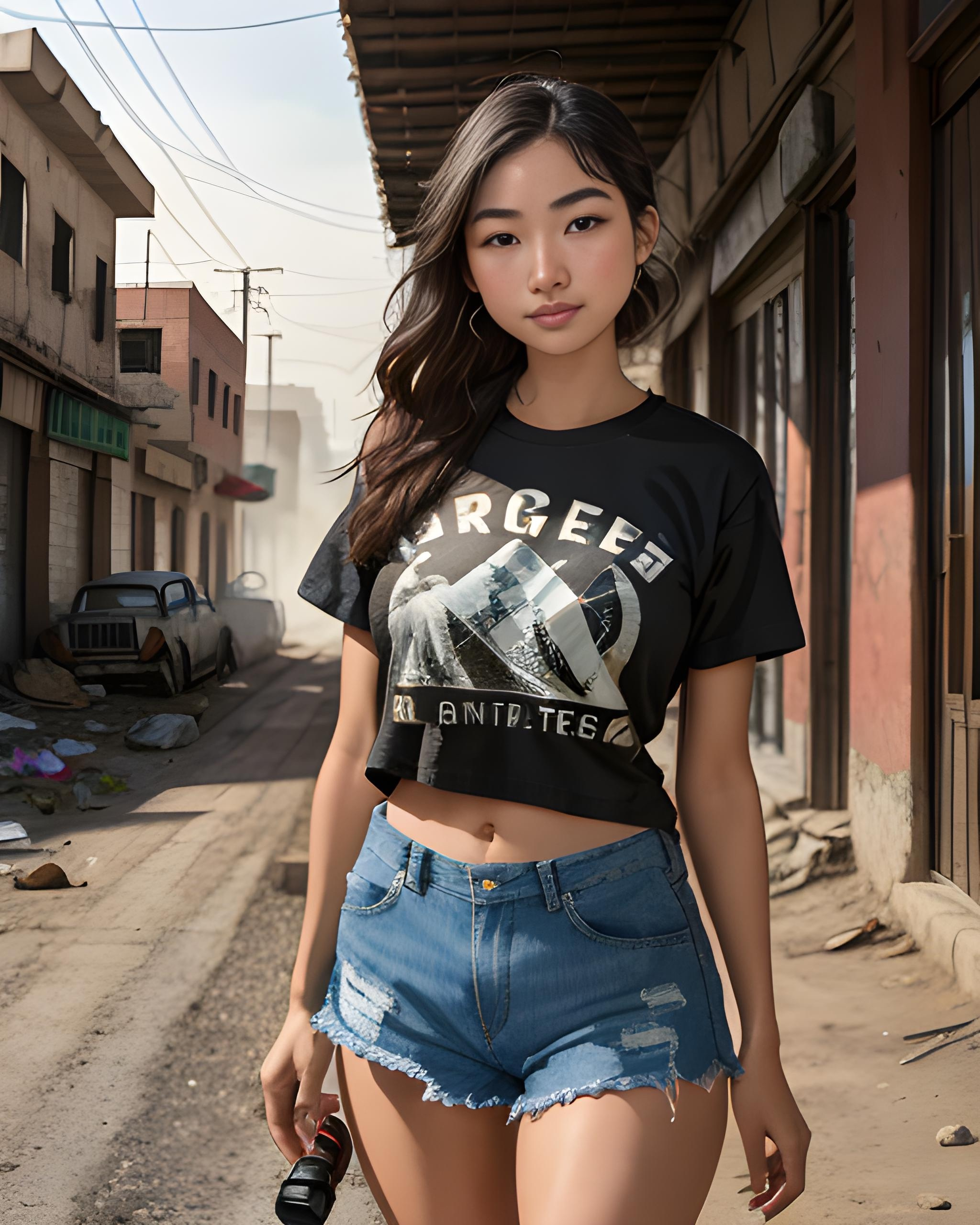
Đồ họa của AI về một bạn nữ trẻ gốc Á trong bối cảnh đương đại, phụ nữ Á Đông vốn có tiếng về sự dung dị

Sự đoan trang (modesty) hay đoan chính (demureness) hay trang nhã là một cách cư xử đúng mực và ăn mặc nhã nhặn nhằm tránh việc khiêu gợi sự gợi dục, ham muốn ở người khác. Từ đoan chính trong tiếng Anh xuất phát từ tiếng Latin là Modestus có nghĩa là trong chừng mực. Các chuẩn mực về sự đoan trang, đoan chính phụ thuộc vào văn hóa và bối cảnh và rất khác nhau, ví dụ như trong Khổng giáo đề cao các đức tính của người phụ nữ là Công, Dung, Ngôn, Hạnh, ở đạo Hồi giáo thì nghiêm ngặt trong trang phục Hồi giáo đề cao sự che đậy kín đáo như là sự khiêm nhường đức hạnh của phụ nữ. Việc sử dụng cụm từ thiếu đoan chính chỉ việc ăn mặc thiếu kín đáo để lộ một số bộ phận cơ thể có thể bị coi là không phù hợp hoặc bị xã hội chê cười là cung cách thiếu tiết chế và khiếm nhã.
Ở một số xã hội, sự đoan trang có thể liên quan đến việc phụ nữ che kín cơ thể và không nói chuyện với những người đàn ông không phải là thành viên gia đình trực hệ, ở những xã hội khác, áo tắm một mảnh được coi là trang nhã, nền nã trong khi mặc bikini thường thì không được xem là như vậy. Ở một số quốc gia, việc để lộ cơ thể vi phạm các tiêu chuẩn khiêm tốn của cộng đồng cũng được coi là hành vi không đứng đắn nơi công cộng và ảnh khoả thân nơi công cộng nói chung là bất hợp pháp ở hầu hết các nơi trên thế giới và được coi là phơi bày khiếm nhã. Tuy nhiên, việc để khoả thân đôi khi được chấp nhận ở một số xã hội, ví dụ như các nhà sư Digambara ở Ấn Độ, những người rũ bỏ quần áo vì lý do khổ hạnh và trong sự kiện Lễ hội đạp xe khỏa thân thế giới.
Cách ăn mặc được cho là không phù hợp trong một bối cảnh cụ thể tùy thuộc vào tiêu chuẩn đứng đắn của cộng đồng nơi diễn ra sự phơi bày. Những tiêu chuẩn này thay đổi theo thời gian và có thể thay đổi từ những tiêu chuẩn rất khắt khe về sự nhã nhặn ở những nơi như Afghanistan và Ả Rập Xê-út, những nơi đòi hỏi phần lớn cơ thể được che phủ, đến các xã hội bộ lạc như Pirahã hoặc Mursi nơi khỏa thân hoàn toàn là quy chuẩn. Nói chung không có hàm ý rằng cách ăn mặc bị phản đối là có tính chất gợi dục, và hành vi này thường được mô tả là khiếm nhã dung tục. Các tiêu chuẩn về sự đứng đắn đã thay đổi theo thời gian. Ví dụ, trong thời đại Victoria, việc để lộ chân, đùi của phụ nữ và ở một mức độ nào đó là cánh tay, được coi là không đứng đắn ở hầu hết thế giới phương Tây. Đôi khi, tóc được yêu cầu phải được che phủ trong những dịp trang trọng như dưới hình thức đội mũ hoặc đội mũ lưỡi trai.

## Đại cương

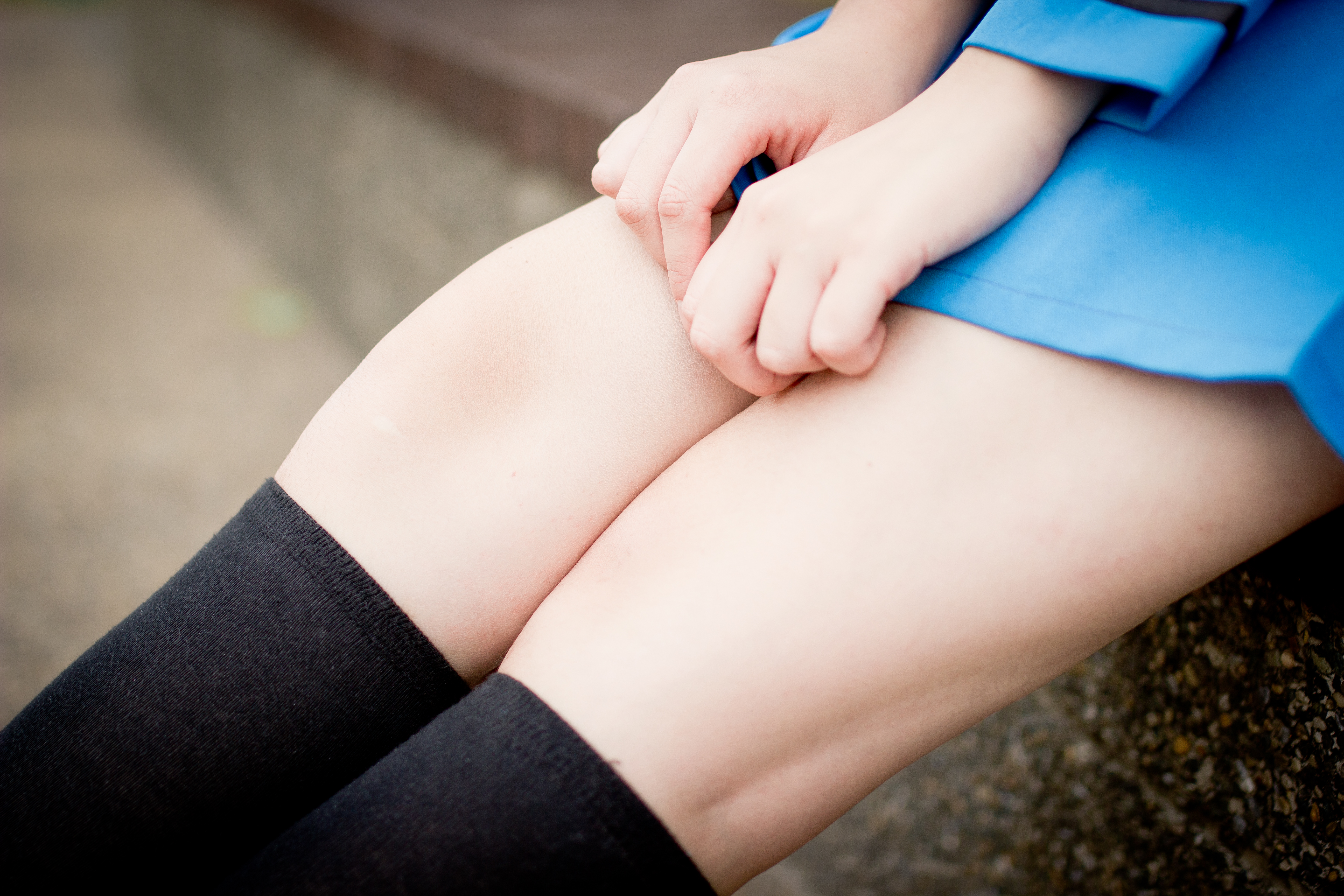
Một nữ sinh mặc váy ngắn khi ngồi đã khép chân, hai tay che gấu váy

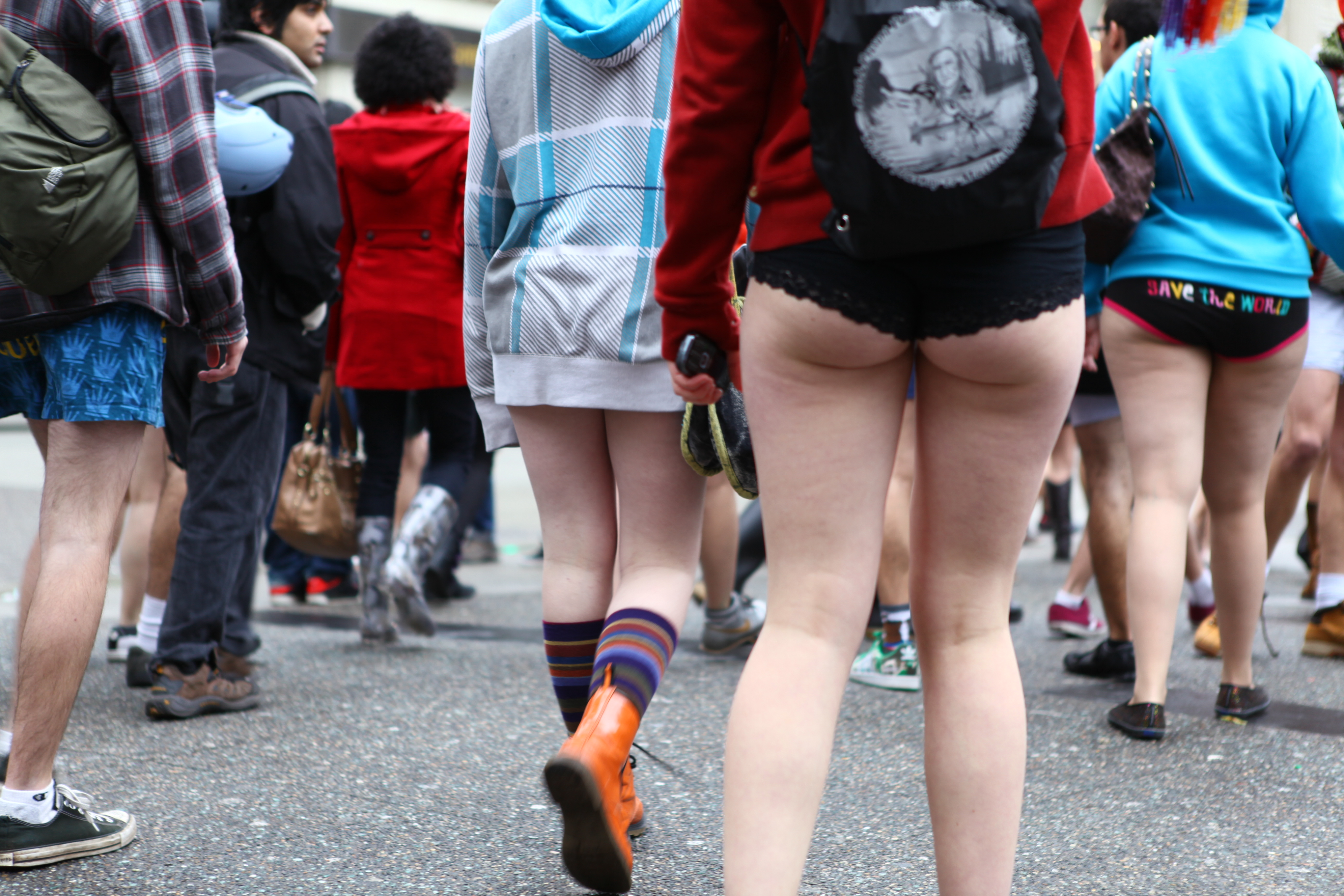
Các bạn trẻ ăn bận thoải mái trên đường phố ở Canada

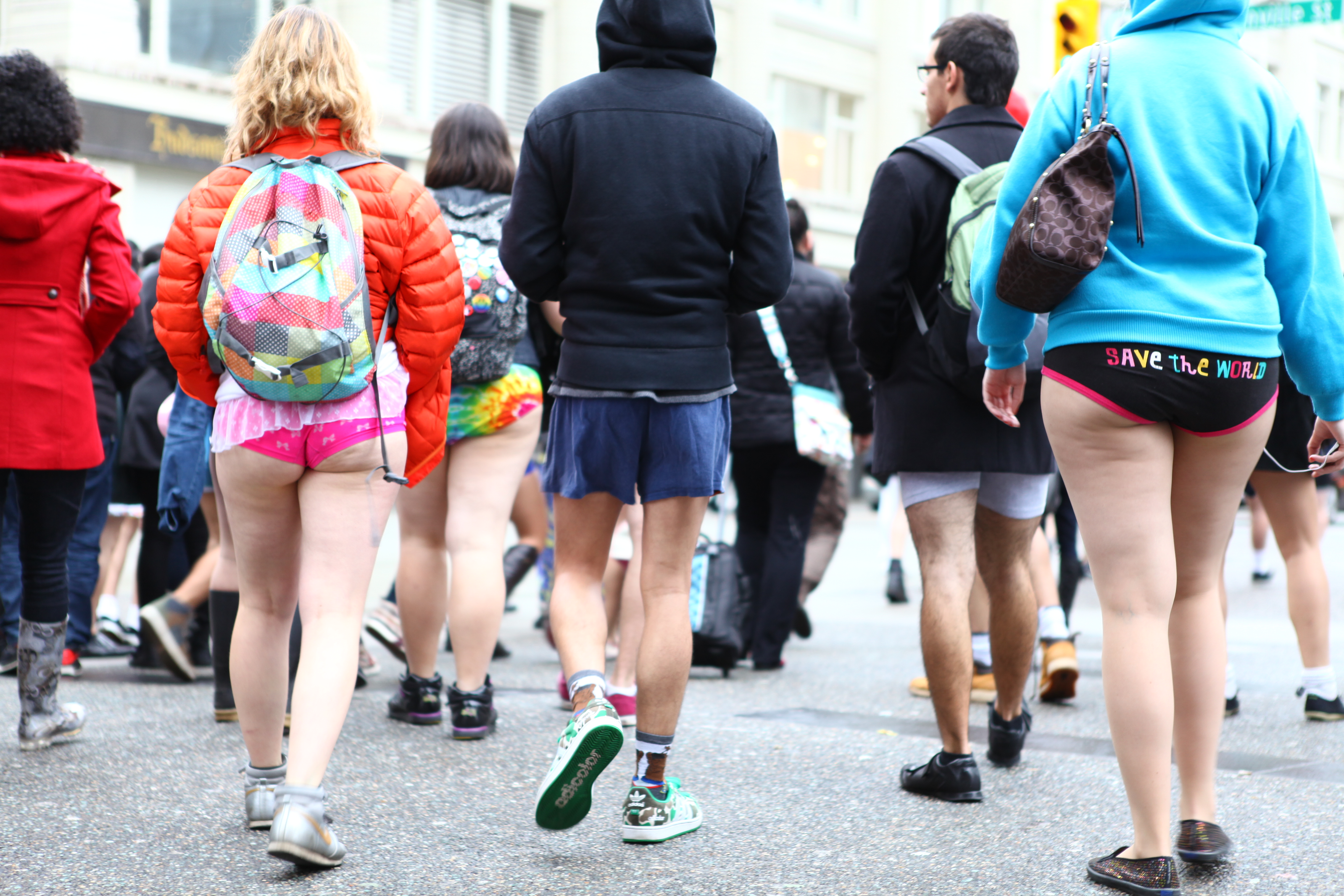
Các bạn trẻ ăn bận trên đường phố ở Canada trong sự kiện No Pants Skytrain Ride năm 2012

Những chuẩn mực về sự đoan chính không khuyến khích hoặc thậm chí cấm phái nữ vô tình hay cố ý để lộ các bộ phận cơ thể, chuẩn mực này có sự khác nhau giữa các xã hội, có thể bao gồm các vùng da, tóc, quần lót và vùng kín (tùy vào từng nơi có thể là bầu ngực, rãnh ngực, vú, mông, đùi, eo, cổ, vai, gáy). Các chuẩn mực cũng có thể yêu cầu che khuất hình dáng của cơ thể hoặc các bộ phận của cơ thể bằng cách mặc quần áo vừa vặn. Ngoài ra còn có các phong tục liên quan đến việc thay quần áo (chẳng hạn như trên bãi biển không có tiện nghi khép kín) và đóng hoặc khóa cửa khi thay quần áo hoặc đi tắm. Các chuẩn mực về sự khiêm tốn khác nhau tùy theo văn hóa hoặc thế hệ và khác nhau tùy thuộc vào người tiếp xúc, bộ phận nào của cơ thể được tiếp xúc, thời gian tiếp xúc, bối cảnh và các biến số khác.
Những người có thể được quyền nhìn thấy cơ thể của người khác có thể bao gồm:
- Một người là chồng hoặc vợ hoặc người tình, người yêu, chồng/vợ chưa cưới nào đó
- Là bạn bè thân thiết cùng giới, hoặc người trong nhà cùng giới tính
- Người lạ cùng giới tính nhưng trong những bối cảnh nhất định.

Bối cảnh sẽ bao gồm các vấn đề như liệu nó có diễn ra ở nhà riêng của mình, ở nhà của một thành viên khác trong gia đình, ở nhà bạn bè, ở một nơi bán công cộng, ở bãi biển, hồ bơi hay không (bao gồm cả việc những địa điểm đó có được coi là quần áo-tùy chọn), phòng thay đồ hoặc những nơi công cộng khác. Ví dụ: mặc bộ đồ tắm ở bãi biển sẽ không bị coi là khiếm nhã, trong khi mang quần lót, áo tắm đi lông nhôm giữ đường phố hoặc văn phòng, công sở sẽ bị coi là biến thái. Bối cảnh có thể thay đổi trong các sự kiện hoặc nghi lễ cụ thể như sự kiện như Fantasy Fest ở Key West, Florida hay Mardi Gras ở New Orleans khi người ta được tự do phô bày thân thể hoặc hoặc trong thời gian làm lễ của người tân ngoại giáo Skyclad. Sự đoan chính quá mức được gọi là người xét nét (nhạy cảm quá mức), là một tình trạng bệnh lý, nó còn được gọi là chứng sợ khỏa thân (Gymnophobia), trái lại sự thiếu đoan chính một cách trơ trẽn, lộ liễu được gọi là Chứng phô dâm.
Vào cuối những năm 1930 và những năm 1950 thì cả phụ nữ và nam giới đều được mong đợi sẽ tắm hoặc bơi ở những nơi công cộng với những bộ đồ bơi che trên eo. Một phụ nữ trưởng thành để lộ rốn cũng bị coi là không đứng đắn ở một số nơi ở phương Tây vào những năm 1960 và 1970, và thậm chí vào cuối những năm 1980. Các giá trị đạo đức đã thay đổi mạnh mẽ trong những năm 1990 và 2000, do đó đã làm thay đổi các tiêu chí về việc phơi bày không đứng đắn. Việc phơi rốn nơi công cộng đã được chấp nhận trong những năm 1990, chẳng hạn như trên các bãi biển, trong khi vào những năm 2000, mông có thể bị lộ khi mặc quần lọt khe. Tuy nhiên, trong nhiều năm, việc phụ nữ để ngực trần tại các bãi biển công cộng trên khắp châu Âu và Nam Mỹ và thậm chí một số vùng ở Hoa Kỳ là điều khá phổ biến. Trong thập kỷ qua (2010 đến 2020) số lượng phụ nữ để ngực trần trên các bãi biển đã giảm mạnh. Điều này thường  giải thích bởi sự phổ biến ngày càng tăng của điện thoại thông minh, kết hợp với các trang web nơi những người đàn ông nhìn trộm chia sẻ hình ảnh (một phần) phụ nữ khỏa thân.

## Tham khảo

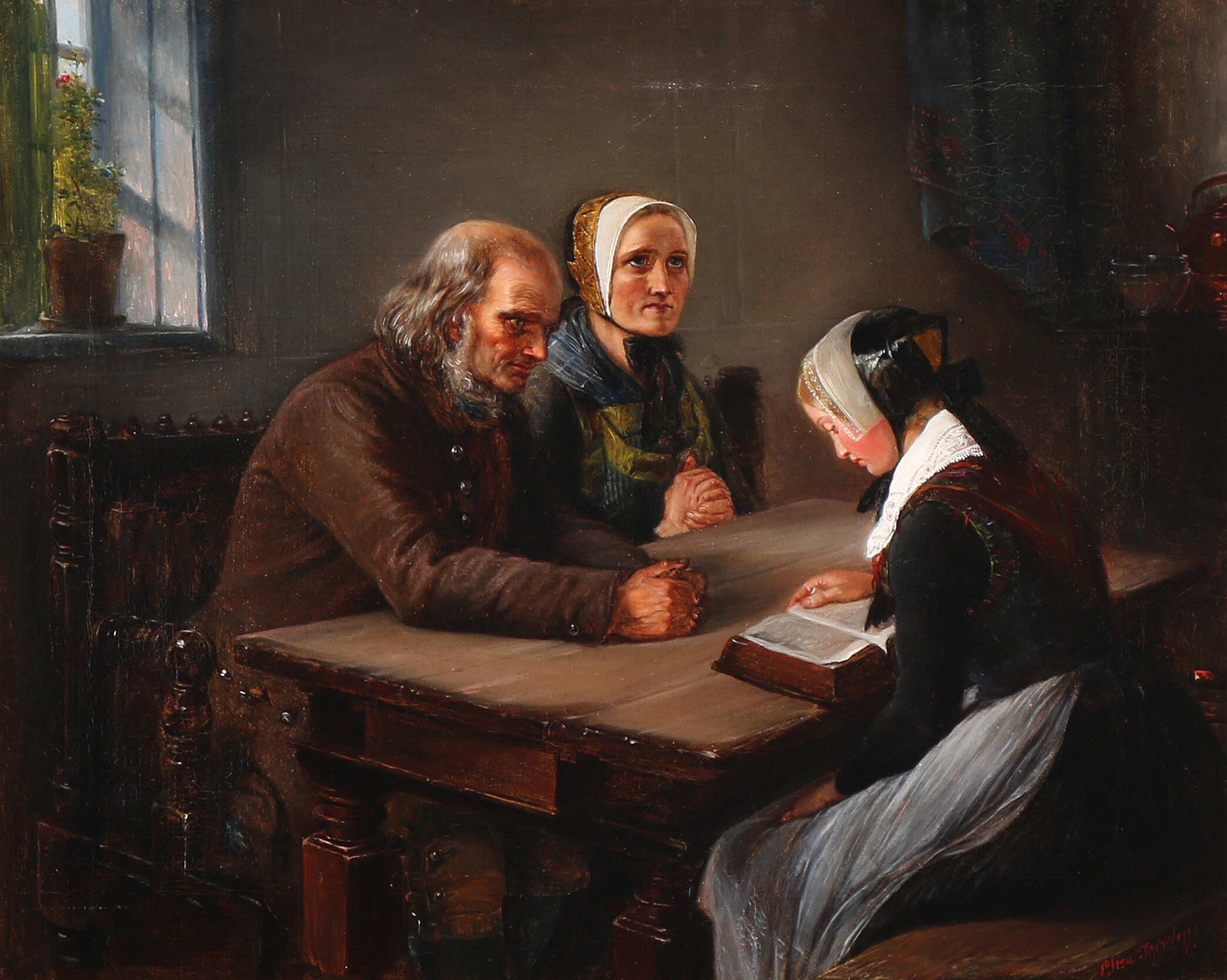
Họa phẩm của Elisabeth Jerichau Baumann về một gia đình đang giáo dục con gái đọc kinh sách

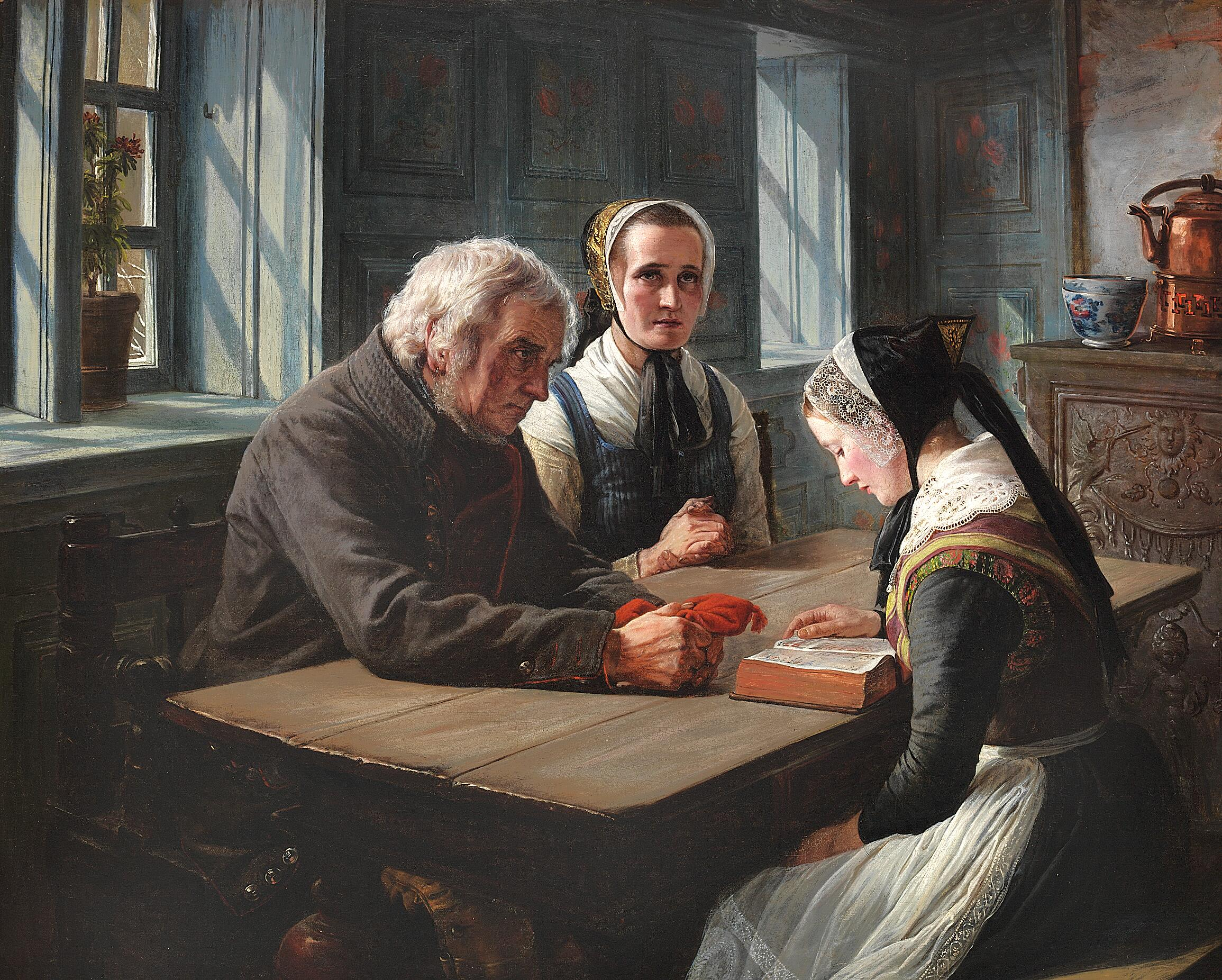
Họa phẩm của Elisabeth Jerichau Baumann về một gia đình đang giáo dục con gái đọc kinh sách

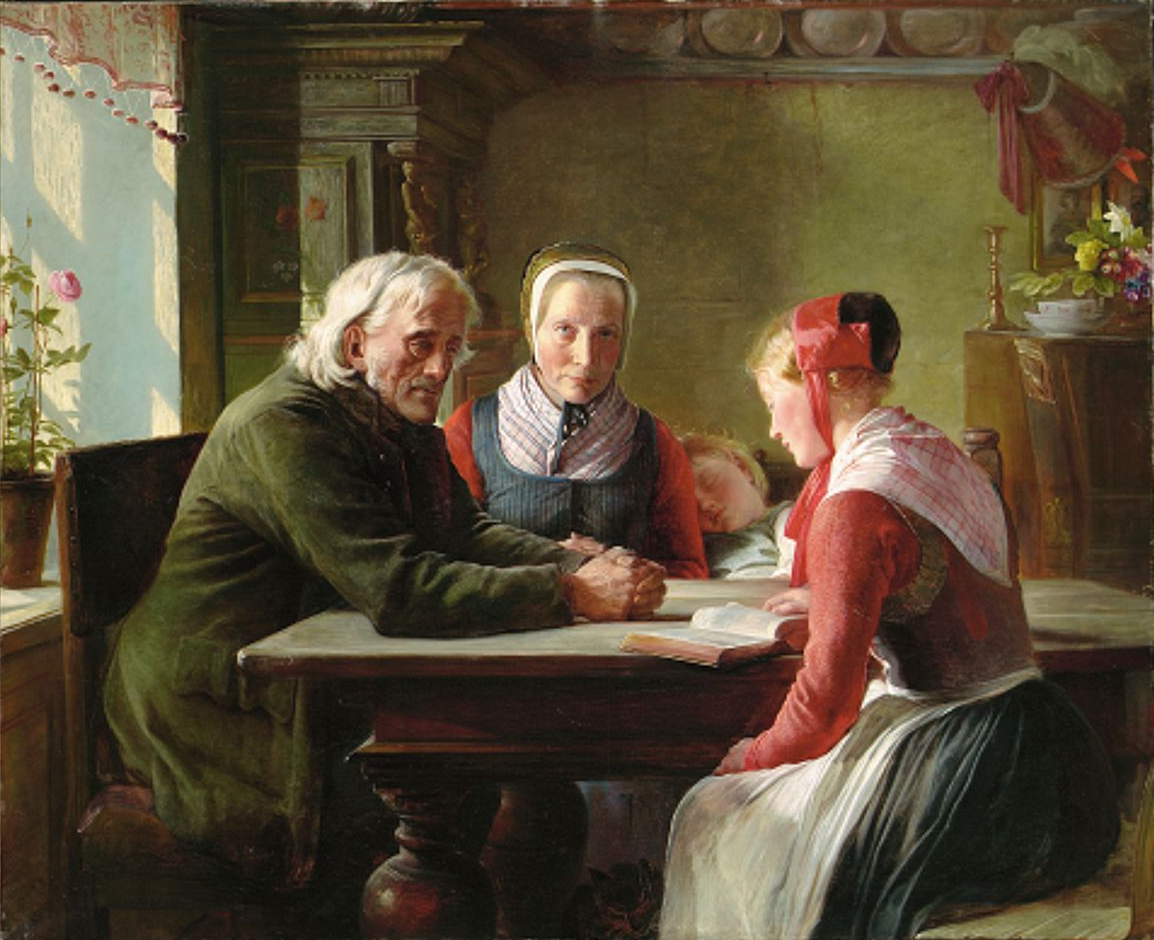
Họa phẩm của Julius Exner Baumann về một gia đình đang giáo dục con gái đọc kinh sách